# Jan (Stojkow)
Jan, imię świeckie Stojan Kostadinow Stojkow (ur. 29 listopada 1949 w Sofii, zm. 22 lutego 2019 tamże) – bułgarski biskup prawosławny.

## Życiorys
Ukończył seminarium duchowne św. Jana Rylskiego w Czerepiszu w 1969, a następnie Akademię Duchowną św. Klemensa z Ochrydy w 1975. Był już wówczas hieromnichem. Po ukończeniu studiów w Sofii wyjechał do Rosji na studia podyplomowe na Moskiewskiej Akademii Duchownej, gdzie uzyskał stopień kandydata nauk teologicznych.
Był protosyncellusem kolejno w metropoliach starozagorskiej i widyńskiej. Był także rektorem seminarium duchownego, którego jest absolwentem, służył w bułgarskich parafiach w Niemczech.
30 listopada 2010 został wyświęcony na biskupa gławinickiego, wikariusza metropolii warneńskiej i wielkopresławskiej. Po śmierci metropolity warneńskiego Cyryla został skierowany do monasteru w Baczkowie.